# Waldstätten
Het kanton Waldstätten was een kanton tijdens de Helvetische Republiek, dat bestond van 1798 tot 1803. 
Het bestond uit de drie Zwitserse oerkantons Uri, Schwyz, Unterwalden (nu bestaande uit de kantons Obwalden en Nidwalden), samen met het kanton  Zug. De naam van het kanton komt van de woudkantons.